# Nantois
Nantois település Franciaországban, Meuse megyében. Lakosainak száma 77 fő (2022. január 1.). Nantois Hévilliers, Longeaux, Menaucourt, Naix-aux-Forges és Villers-le-Sec községekkel határos.

## Népesség
A település népességének változása:
| Lakosok száma | 98   | 83   | 114  | 100  | 80   | 80   | 85   | 86   | 86   | 77   |
|               | 1968 | 1982 | 1990 | 2006 | 2013 | 2015 | 2017 | 2019 | 2020 | 2022 |